# Isthmische Spiele
Die Isthmischen Spiele (altgriechisch Ίσθμια Isthmia) waren Wettkämpfe im antiken Griechenland, benannt nach dem Isthmos von Korinth, wo sie zu Ehren des Poseidon ab 580 v. Chr. gefeiert wurden. Sie gehörten zu den Panhellenischen Spielen.
Ein heiliger Kiefernhain umfasste das Heiligtum des isthmischen Poseidon und die Kampfplätze: das Hippodrom für das Wettrennen mit Pferden, ein Stadion für den Wettlauf, ein bedeutendes Theater für die musischen Wettkämpfe und das Kraneion, ein ansehnliches Gymnasion.
Ihre Gründung wird Theseus zugeschrieben, sie erhielten sich mit wechselnder Geltung bis in die römische Kaiserzeit. Auch Sisyphos wird als Begründer genannt: Er soll die Spiele seinem Neffen Melikertes gestiftet haben, dessen Leichnam er an der Küste von Korinth gefunden und begraben habe, nachdem Melikertes von seiner Mutter Ino in einem Anfall von Wahnsinn getötet und ins Meer geworfen worden war.
Ihre Feier kehrte alle zwei Jahre (Isthmiade) wieder, jeweils im zweiten und vierten Jahr einer Olympiade, wahrscheinlich im Frühling und im Sommer. Sie enthielt die Hauptbestandteile der großen Festspiele: den gymnischen Agon (Wettkampf), der besonders aus Wettlauf, Ring- und Faustkampf, Pankration und Pentathlon bestand (siehe auch Gymnastik); ferner den ritterlichen, Wagen- und Pferderennen umfassenden, und später auch den musischen, der rhetorische und poetische oder auch musikalische Vorträge aufwies.
Außer diesen „großen“ Isthmien gab es noch „kleinere“, z. B. in Ankyra, Nikaia.
Da der Isthmos von der Polis Korinth beherrscht wurde, fiel den Korinthern auch das Kampfrichteramt zu. Nach der Zerstörung Korinths 146 v. Chr. infolge des Achaiischen Krieges übernahmen es bis zum Wiederaufbau der Stadt die Sikyonier.
Der Siegerkranz bestand ursprünglich aus Selleriezweigen, später aus Kiefernzweigen. Daneben wurde auch die Palme gereicht, und es gab öffentliche Bekränzungen und öffentliches Lob der Sieger sowie ganzer Staaten.
Die Isthmischen Spiele sind der Hintergrund der Ausführungen im 1. Brief des Paulus an die Korinther (1 Kor 9,24–27 ), wo der Apostel über den kompromisslosen Einsatz für das Evangelium schreibt, sowie für Friedrich Schillers Die Kraniche des Ibykus.